# Alpaida hoffmanni
Alpaida hoffmanni Levi, 1988 è un ragno appartenente alla famiglia Araneidae.

## Etimologia
Il nome della specie è in onore del collezionista brasiliano M. Hoffmann, che il 18 novembre 1983 ha rinvenuto gli esemplari femminili nei pressi di Chapada dos Guimarães, nello stato del Mato Grosso

## Caratteristiche
L'olotipo femminile rinvenuto ha dimensioni: cefalotorace lungo 2,5mm, largo 1,9mm; il primo femore misura 2,3mm e la patella e la tibia circa 2,8mm.

## Distribuzione
La specie è stata rinvenuta in Brasile e in Paraguay: l'olotipo femminile nei pressi della località di Chapada dos Guimarães, nello stato del Mato Grosso; alcuni paratipi a Pastoreo, località paraguaiense del dipartimento di Caazapá.

## Tassonomia
Al 2014 non sono note sottospecie e dal 1988 non sono stati esaminati nuovi esemplari.